# 14969 Willacather
14969 Willacather (1997 QC1) là một tiểu hành tinh vành đai chính được phát hiện ngày 28 tháng 8 năm 1997 bởi R. Linderholm ở Lime Creek.